# 2441 Hibbs
2441 Hibbs este un asteroid din centura principală, descoperit pe 25 iunie 1979, de Eleanor Helin și Schelte Bus.